# Tommy Tune
Thomas James Tune (Wichita Falls, Texas, 28 de febrero de 1939) es un actor, bailarín, cantante, director de teatro, productor y coreógrafo estadounidense. A lo largo de su carrera, ganó diez premios Tony y la Medalla Nacional de las Artes.

## Biografía
Tune nació en Wichita Falls, Texas, hijo de un trabajador de una plataforma petrolera y entrenador de caballos Jim Tune y Eva Mae Clark. Asistió a la Escuela Secundaria Lamar en Houston y al Colegio Morris Morris afiliado a Metodistas en Jacksonville, Texas. Estudió danza Houston. Luego obtuvo su Licenciatura en Bellas Artes en Drama de la Universidad de Texas en Austin en 1962 y su Maestría en Bellas Artes en Dirección de la Universidad de Houston. Tune luego se mudó a Nueva York para comenzar su carrera.
En 1965, hizo su debut en Broadway como intérprete en el musical Baker Street. Sus primeros créditos de dirección y coreografía de Broadway fueron para la producción original de The Best Little Whorehouse en Texas en 1978. Su dirección de Nine The Musical en 1982, que también ganó el Tony al Mejor Musical le valió su primer Tony para la dirección de un musical. Ha pasado a dirigir y / o coreografiar ocho musicales de Broadway.
Tune es la única persona en ganar premios Tony en las mismas categorías (Mejor coreografía y Mejor dirección de un musical) en años consecutivos (1990 y 1991), y el primero en ganar en cuatro categorías. Ha ganado diez premios Tony,incluido un premio Lifetime Achievement Award en 2015.
En televisión, fue una estrella invitada recurrente y coreógrafa asistente de 1969 a 1970 en The Dean Martin Show. Apareció en un especial de televisión de 1975 titulado Welcome to the "World" junto con Lucie Arnaz y Lyle Waggoner para promover la apertura de Space Mountain en Walt Disney World.
Los créditos cinematográficos de Tune incluyen a Ambrose en Hello, Dolly! (1969) y The Boy Friend with Twiggy (1971). Apareció como Argyle Austero en la cuarta y quinta temporada revivida de Arrested Development en Netflix.